# Sonate K. 407
La sonate K. 407 (F.353/L.S.4) en ut majeur est une œuvre pour clavier du compositeur italien Domenico Scarlatti.

## Présentation
La sonate K. 407, en ut majeur, est notée Allegro. Kirkpatrick y trouve des « clairons désaccordés », en raison des nombreuses grâces descendantes :
Si généralement les frottements harmoniques nécessitent de nombreuses notes pour faire leur effet, cette sonate le gère par une texture minimale. Œuvre capricieuse, elle présente la dissonance apparemment la plus gratuite, avec l’insistance d'une septième majeur, entendue pour la première fois mesure 16, dans une certaine confusion sonore. En revanche, la construction des motifs est particulièrement claire. De l’avis de Pestelli, la pièce est le prototype d'un groupe de sonates qui reflètent un « archaïsme conscient »,.

## Manuscrits
Le manuscrit principal est le numéro 20 du volume IX (Ms. 9780) de Venise (1754), copié pour Maria Barbara ; les autres sont Parme XI 20 (Ms. A. G. 31416), Münster (D-MÜp) III 52 (Sant Hs 3966) et Vienne E 47 (VII 28011 E).

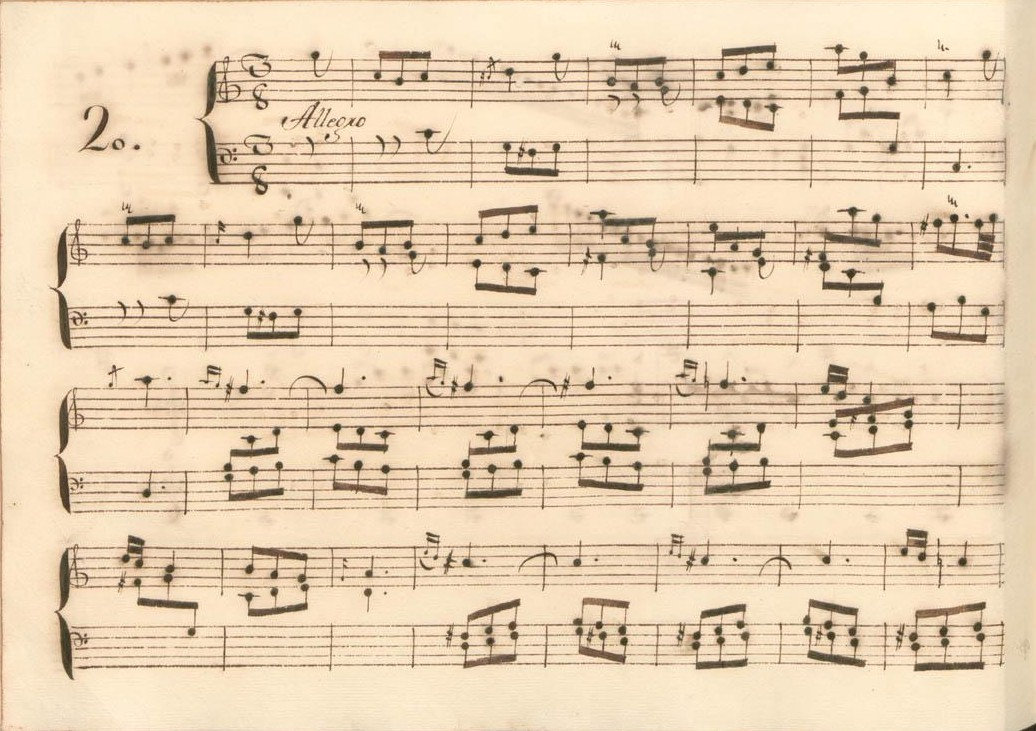
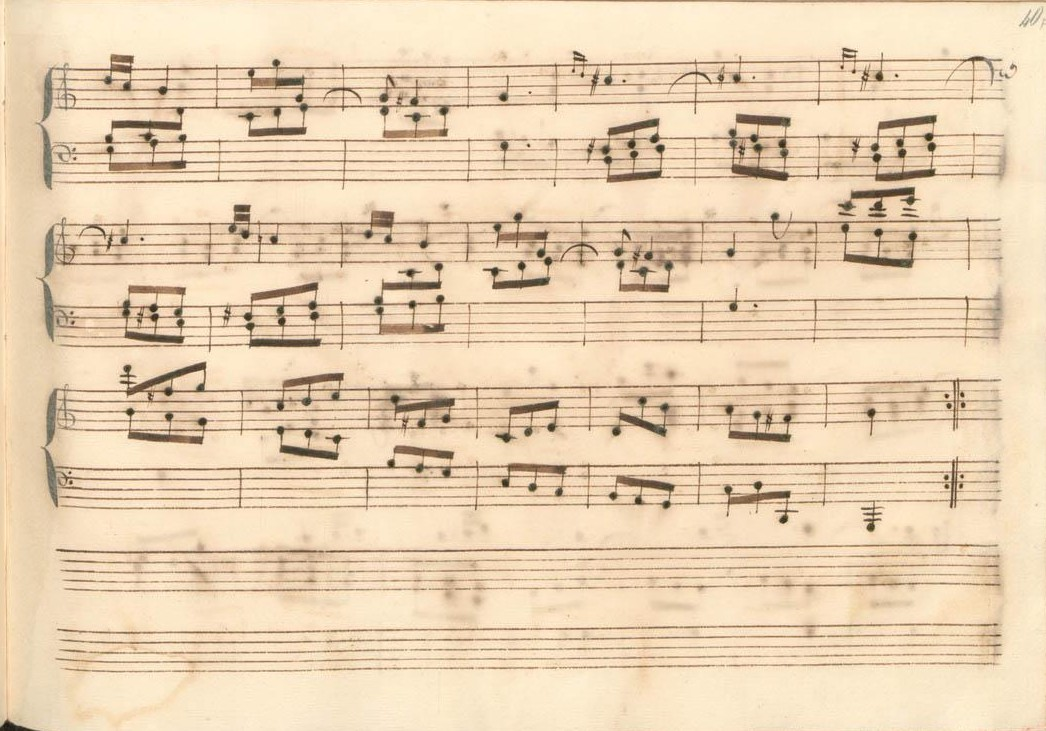
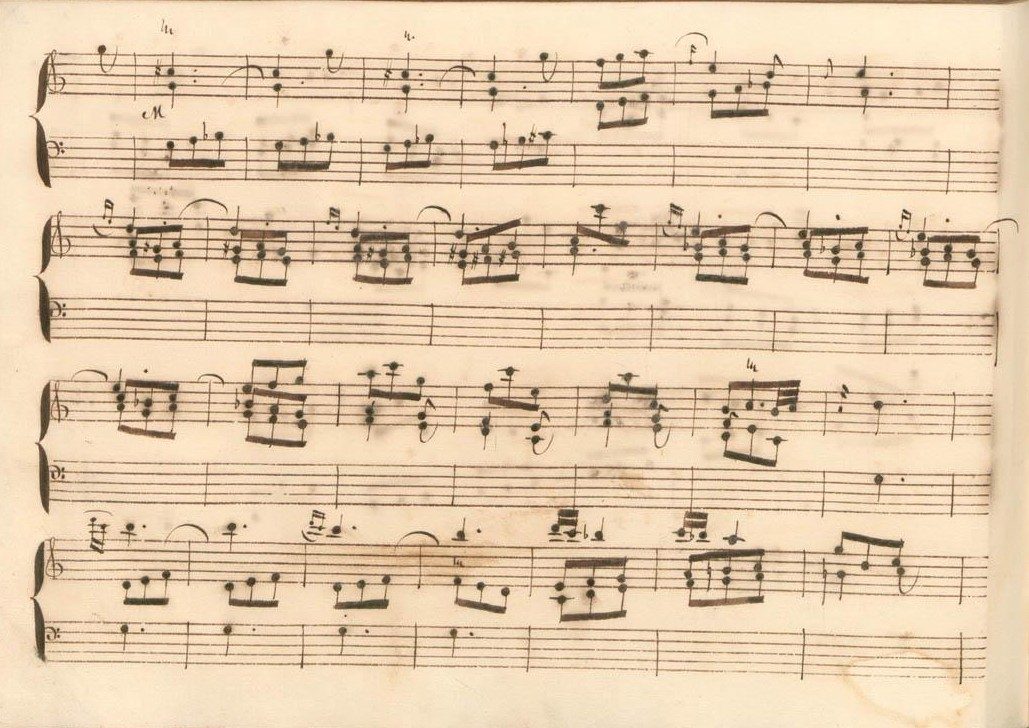
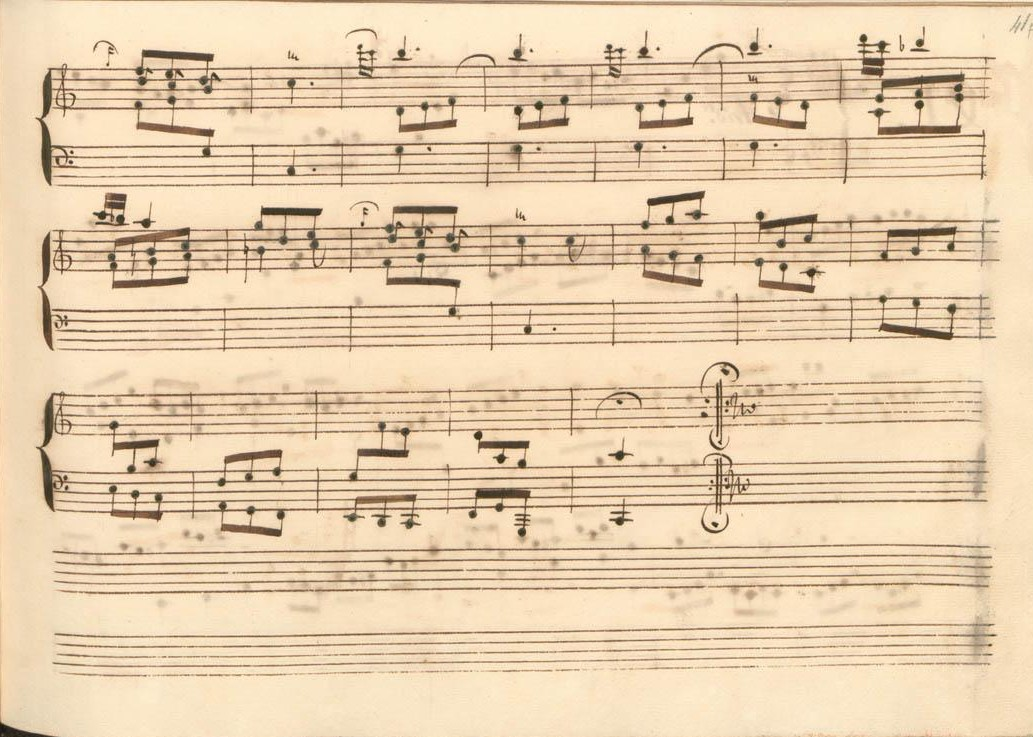

## Interprètes
La sonate K. 407 est défendue au piano, notamment par Carlo Grante (2013, Music & Arts, vol. 4) et Sergio Monteiro (2019, Naxos, vol. 23) ; au clavecin, elle est jouée par Luciano Sgrizzi (1978, Erato), Scott Ross (1985, Erato), Colin Tilney (2000, Dorian/Sono Luminus), Richard Lester (2003, Nimbus, vol. 4), Pieter-Jan Belder (Brilliant Classics, vol. 9) et Mario Martinoli (2015, Etcetera).

## Sources
: document utilisé comme source pour la rédaction de cet article.
- Ralph Kirkpatrick (trad. de l'anglais par Dennis Collins), Domenico Scarlatti, Paris, Lattès, coll. « Musique et Musiciens », 1982 (1re éd. 1953 (en)), 493 p. (ISBN 978-2-7096-0118-4, OCLC 954954205, BNF 34689181).
- (it) Giorgio Pestelli, Le sonate di Domenico Scarlatti : proposta di un ordinamento chronologica, Turin, Giappichelli, coll. « Archeologia e storia dell'arte » (no 2), 1967, iv-294 (OCLC 313316263, BNF 43197837)
- Alain de Chambure, « Domenico Scarlatti, Intégrale des sonates — Scott Ross », Erato/Éditions Costallat (2564-62092-2 (livret : 2292-45309-2)), 1985 (OCLC 891183737) .
- (en) W. Dean Sutcliffe, The Keyboard Sonatas of Domenico Scarlatti and Eighteenth-Century Musical Style, Cambridge / New York, Cambridge University Press, 2008, xi-400 (ISBN 978-0-521-07122-2, OCLC 1005658462, BNF 42017486, présentation en ligne), p. 240–245.
- (en) Carlo Grante, « Domenico Scarlatti, intégrale des sonates pour clavier (vol. 4) », Music & Arts (CD-1293), 2016 (OCLC 1020680576) .